# Прусово (Ярославская область)
Прусово — село в Ярославском районе Ярославской области России. 
В рамках организации местного самоуправления входит в Заволжское сельское поселение; в рамках административно-территориального устройства включается в Гавриловский сельский округ в качестве его центра. 

## География
Расположено на левом берегу Волги, в 17 км к востоку от центра города Ярославль.

## История
Церковь в селе построена в 1780 году с двумя престолами: Благовещения Пресвятой Богородицы и св. и чуд Николая.
С 1929 года село входило в состав Ананьинского сельсовета Ярославского района, с 1959 года — в составе Климовского сельсовета, с 1963 года — в составе Телегинского сельсовета, с 2005 года — в составе Карабихского сельского поселения.

## Население
| 1859 | 1914 | 2007 | 2010 |
| ---- | ---- | ---- | ---- |
| 121  | ↗226 | ↘176 | ↘150 |

## Достопримечательности
В селе расположена действующая Церковь Благовещения Пресвятой Богородицы (1780), памятник воинам-землякам, погибшим во время Великой Отечественной войны.

## Инфраструктура
В селе действует клуб, библиотека, амбулатория (филиал Ярославской центральной районной больницы), отделение почтовой связи №150503, участковый пункт полиции, два продуктовых магазина, магазин смешанных товаров, авторазборка.

## Общественный транспорт
Прусово обслуживается автобусными маршрутами №№ 124 Ярославль (КДП Заволжье) — Прусово (шесть рейсов ежедневно) и 124к Ярославль (Красная площадь) — Прусово (пять рейсов ежедневно).
В летний период (с 28 апреля по 13 октября) работает речной трамвайчик отправлением от пристани «Прусово».